# Greenvale Reservoir
Das Greenvale Reservoir ist ein Stausee im Süden des australischen Bundesstaates Victoria. Der See liegt im Nordwesten Melbournes, ca. 20 km vom Stadtzentrum entfernt im Tal des Yuroke Creeks, eines Nebenflusses des Moonee Ponds Creeks. Er wird nicht vornehmlich durch natürliche Zuflüsse gespeist, sondern durch Zuleitungen aus dem ca. 60 km entfernten Silvan Reservoir im Osten Melbournes. Er versorgt den Westen Melbournes mit Trinkwasser. Das Stadtviertel Greenvale, das südlich des Stausees liegt, hat ihm seinen Namen verliehen.
Der Greenvale Reservoir Park wurde südlich und westlich des 1973 fertiggestellten Stausees angelegt, enthält Picknickplätze und einen Spielplatz und wird von Parks Victoria verwaltet. Der Stausee selbst und seine Staumauer wurden am 18. April 1973 eröffnet und stehen unter der Verwaltung von Melbourne Water.